# Hiromu Hara
Hiromu Hara (原 弘, Hara Hiromu, 1903-1986) est un designer graphique et typographe japonais dont la renommée vient de ses maquettes de livres, récompensées tout au long de sa carrière.

## Biographie
Diplômé de l'université métropolitaine de Tokyo en 1921, il devient enseignant dans cette université à partir de 1922,,. Il découvre alors les avant-gardes occidentales telles que László Moholy-Nagy, Herbert Bayer et El Lissitzky. Il entre également en contact avec Tomoyoshi Murayama et son entourage. En 1933, il participe à la création du Nippon-Kobo puis cofonde le Chūō Kōbō (« Atelier central ») l'année suivante,,. Il a conçu les expositions photographiques prenant place dans les pavillons de Junzō Sakakura lors de l'Exposition universelle de 1937 et l'exposition universelle de 1939. En 1940, il crée une affiche pour les jeux olympiques de Tokyo évoquant le Fujiyama sous la forme d'un symbole abstrait. De 1942 à 1945, il est le directeur artistique du magazine de propagande Front (publié par Tōhōsha) qui se distingue par son utilisation du photomontage,.
Après-guerre il fait partie des membres fondateurs du Club japonais de artistes publicitaires en 1951 et du Nippon Design Center en 1959,. Pendant les années 60, il est le directeur artistique des revues New Japan et Taiyo et le travail qu'il accomplit pour cette dernière lui vaut le prix du Club des directeurs artistiques de Tokyo. Il fait partie de l'équipe de graphistes préparant les Jeux olympiques de 1964 sous la houlette de Masaru Katsumi,. Il est alors est chargé de la coordination typographique et du design publicitaire et participe à la création du logo en collaboration avec Yūsaku Kamekura,. En 1969, il devient président du Nippon Design Center,. En 1971, le gouvernement japonais lui décerne la médaille d'honneur (médaille au ruban pourpre) pour sa contribution au design graphique,.